# 非局在化電子

ベンゼンの構造。電子の非局在化が丸によって示されている。

化学において、非局在化電子（ひきょくざいかでんし、英: delocalized electron）は、単一の原子あるいは共有結合と結び付いていない分子、イオン、固体金属中の電子である。この用語は一般的に異なる分野では若干異なる意味を持つ。有機化学では、これは共役系および芳香族化合物における共鳴を意味する。固体物理学では、これは電気伝導を容易にする自由電子を意味する。量子化学では、これは複数の隣接する原子にわたって広がった分子軌道を意味する。

## 共鳴
ベンゼンの単純な芳香環において、 C6環にわたる6つのπ電子の非局在化はしばしば丸によって図示される。6本のC-C結合が等距離であるという事実がこの非局在化の一つの現われである。原子価結合法では、ベンゼンの非局在化は複数の共鳴構造によって表わされる。

## 電気伝導
非局在化電子は固体金属の構造にも存在する。金属構造は、非局在化電子の「海」の中の整列した陽イオン（カチオン）から成る。これは、電子が金属構造中の至るところを自由に移動できることを意味し、導電性といった性質が生じる。
ダイアモンドでは、それぞれの炭素原子の4つ全ての外殻電子が共有結合した原子間に「局在化」している。電子の移動は制限され、ダイアモンドは電流を伝導しない。グラファイトでは、それぞれの炭素原子は4つの外殻エネルギー準位の内3つのみを平面内の隣接する3つの炭素原子との共有結合に使う。それぞれの炭素原子は1つの原子を電子の非局在系に提供する。これも化学結合の一部である。この非局在化電子は平面内の至る所を自由に移動できる。この理由のため、グラファイトを炭素原子の平面に沿う方向への電気伝導率は高いが、平面から垂直方向への伝導機構はホッピング伝導となるため伝導率は比較的低い。

## 分子軌道
標準的非経験的量子化学手法は、一般に分子全体にわたって広がり分子の対称性を有する非局在化軌道をもたらす。局在化軌道は次に非局在化軌道の線形結合として見出すことができ、これは適切なユニタリ変換によって与えられる。
例えばメタン分子では、非経験的計算は4つの分子軌道に結合性の性質を示す。これらは5つ全ての原子間で一様に電子を共有している。4つの分子軌道には2つの軌道準位が存在する。一つは炭素上の2s軌道から形成される結合性分子軌道、炭素上の個々の2p軌道から形成される三重に縮退した結合性分子軌道である。原子価結合法における個々の結合に相当する局在化sp3軌道はこれら4つの分子軌道の線形結合から得ることができる。